# Bon (Schokoriegel)
bon hieß ein DDR-Schokoriegel mit Kokosfüllung, der ab Mitte der 1980er Jahre im VEB Kombinat Süßwaren Delitzsch hergestellt wurde. 